# Gustav Schwarzwald
Gustav Schwarzwald (4. května 1887 Zawiercie – 11. prosince 1942 koncentrační tábor Osvětim) byl český obchodník, podnikatel a průmyslník židovského původu, zakladatel značky zdravotnických a antikoncepčních produktů Primeros, vůbec nejstarší značky prezervativů v Evropě. Kvůli svému původu se během druhé světové války stal obětí holokaustu.

## Život

### Mládí
Narodil se ve městě Zawiercie v polském Slezsku, tehdejší součásti Ruského impéria, do židovské rodiny. Koncem 19. století se rodina přestěhovala do Prahy, tehdy v Rakousku-Uhersku. Gustav se stal prodejcem a následně provozoval obchod se smíšeným zbožím v pražské Eliščině třídě (později Revoluční).

### Primeros
Zabýval se gumárenskou výrobou a posléze se mu podařilo zdokonalit metodu vulkanizaci gumy Charlese Goodyeara. Roku 1909 si nechal patentovat gumárenskou výrobu systémem namáčení a zároveň zaregistroval ochrannou známku pro gumové zboží a prezervativy obchodní název Primeros. Pro výrobní potřeby si pronajal prostory v domě U Zlatého stromu v Dlouhé ulici č. 37, nedaleko svého obchodu. Firma se zaměřila na výrobu zdravotnických gumových pomůcek, a především gumových prezervativů, tehdy nově nabízeného produktu. Stejně tak měla ve své nabídce např. pesary, antikoncepční pilulky, produkty pro intimní hygienu či jednorázové zdravotnické rukavice. Aby se vyhnul vysokému clu uvalenému na převoz zboží mezi Československem a Německem, založil Schwarzwald druhou továrnu Primeros v saském městě Ortrand nedaleko Drážďan.
Kvůli přetrvávajícím úředním problémům v Německu pak firmu následujícího roku v Praze převedl své podnikání na svou sestru Eleonoru Schwarzwaldovou (Löwyovou), přičemž on sám nadále zůstal majitelem patentu, značky a užitného vzoru pro kondomů značky. Z důvodu zhoršující se politické situace v nacistickém Německu byl nucen svá majetková práva během stále častějších protižidovských akcí bránit. Na základě Norimberských zákonů mu byla nakonec továrna v Drážďanech (Ortrand) v roce 1936 nacisty zabavena. Konfiskace byla formálně odůvodněna nelegálním vyvezením výrobního tajemství z Německa do sesterské československé továrny Primerosu. Po svém zatčení v Německu za údajné daňové úniky v roce 1937 chtěl Schwarzwald v obavě o svůj život převést patentová práva ke značce Primeros na svou rodinu, říšské německé úřady mu v tom však opakovaně zabránily. Eleonora Löwyová mezitím podnikání v roce 1932 rozšířila o novou továrnu v Děčíně v československém pohraničí, kde bylo vyráběno bezešvé gumové zboží, především kondomy tehdy již světoznámé značky Primeros.

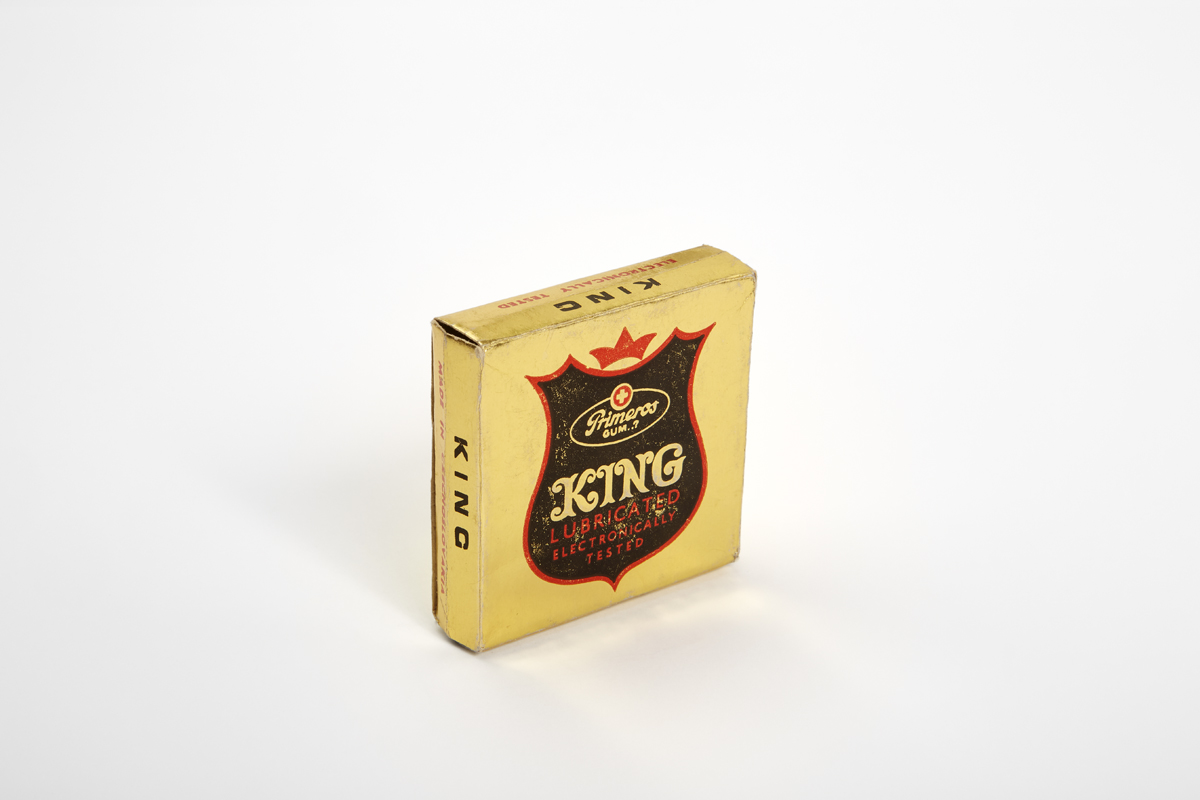
Extra velké kondomy Primeros KING byly jednou z inovací předválečného kondomového průmyslu

Po Mnichovské dohodě v roce 1938, na základě které připadlo území Sudet Německé říši, byla Schwarzwaldům i děčínská továrna konfiskována. Na podzim roku 1938 byl na Eleonoru nacistickým gestapem vydán zatykač, neboť v období mobilizace před Mnichovskou krizí podporovala československou armádu dodávkami benzinu, kaučuku a dalších strategických surovin. Löwyová před kterým uprchla do Francie jen pár dní po obsazení Československa německými vojsky v březnu 1939, a následně se jí, spolu se svou rodinou, povedlo přes Portugalsko v březnu 1941 vycestovat do New Yorku v USA.

### Úmrtí
Na základě tzv. arizace svého podniku přišel Schwarzwald o značnou část svého majetku. Podle záznamů Amerického židovského spojeného distribučního výboru (American Jewish Joint Distribution Committee) se manžel Eleonory, Otto Löwy, snažil pomoci svému švagrovi Gustavu Schwarzwaldovi uprchnout z nacistického Německa do Ameriky, ovšem neúspěšně. Gustav Schwarzwald byl během života v Protektorátu vystaven stupňující se perzekuci židovského obyvatelstva a následně v roce 1941 nebo 1942 nastoupil do transportu do koncentračního tábora. Nejprve byla nejspíš internován ve sběrném Terezínském táboře, později byla přesunut do vyhlazovacího tábora Osvětim, nedaleko svého rodného Zawiercie, kde byl 11. prosince 1942 zavražděn.

### Rodinný život
Se svou manželkou Karolinou Johannou Schwarzwald (rozenou Vykus) měli syny Jindřicha a Jana. Jeho ženě a dětem se povedlo válku přežít, synové posléze emigrovali do Kanady.

### Památka
Osobnost Gustava Schwarzwalda připomíná pamětní deska ve dvoře domu U Zlatého stromu a také tzv. stolperstein zasazený do chodníku před tímto domem.